# OOPSLA
OOPSLA (англ. Object-Oriented Programming, Systems, Languages & Applications; укр. Об'єктно-орієнтоване програмування, системи, мови й застосування) — щорічна дослідницька конференція ACM з об'єктно-орієнтованого програмування. OOPSLA зазвичай проводиться в США, а братня конференція, ECOOP, зазвичай проводиться в Європі. Організовує її Special Interest Group for Programming Languages (SIGPLAN) що підпорядковується Association for Computing Machinery (ACM).
З 2010 року називається SPLASH (англ. Systems, Programming, Languages and Applications: Software for Humanity; укр. Системи, Програмування, Мови та застосування: Програмне забезпечення для людства).